# ブラッキッシュ
『ブラッキッシュ』（英語: Black-ish）は、アメリカ合衆国のシットコムシリーズ。ケニア・バリスが制作を務め、2014年9月24日にABCで初回が放送された。日本ではDisney+で配信。

## 概要
このシリーズは、アンドレ・ジョンソンとレインボー・ジョンソンが率いる上流階級のアフリカ系アメリカ人の家族の物語で、 家族の生活を中心に展開し、いくつかの個人的および社会政治的な問題が扱われる。

## 登場人物
アンドレ・「ドレ」・ジョンソン・シニア
演：アンソニー・アンダーソン
レインボー「ボウ」ジョンソン
演：トレイシー・エリス・ロス
ゾーイ・ジョンソン
演：ヤラ・シャヒディ
アンドレ「ジュニア」ジョンソン・ジュニア
演：マーカス・スクリブナー
ジャック・ジョンソン
演：マイルズ・ブラウン
ダイアン・ジョンソン
演：マルサイ・マーティン
アール「ポップス」ジョンソン
演：ローレンス・フィッシュバーン
ジョシュ・オッペンホル
演：ジェフ・ミーチャム
ルビー・ジョンソン
演：ジェニファー・ルイス
レスリー・スティーブンス
演：ピーター・マッケンジー
チャーリー・テルフィ
演：デオン・コール

## エピソード
| シーズン | シーズン | 話数 | 話数 | 放送期間       | 放送期間      |
| シーズン | シーズン | 話数 | 話数 | 初回放送       | 最終回放送    |
| -------- | -------- | ---- | ---- | -------------- | ------------- |
|          | 1        | 24   | 24   | 2014年9月24日  | 2015年5月20日 |
|          | 2        | 24   | 24   | 2015年9月23日  | 2016年5月18日 |
|          | 3        | 24   | 24   | 2016年9月21日  | 2017年5月10日 |
|          | 4        | 23   | 23   | 2017年10月3日  | 2018年5月15日 |
|          | 5        | 23   | 23   | 2018年10月16日 | 2019年5月21日 |
|          | 6        | 23   | 23   | 2019年9月24日  | 2020年5月5日  |